# Кумжа (приток Вороньей)
Кумжа — река в России, протекает по Кольскому району Мурманской области. Впадает в нижнее Серебрянское водохранилище. До постройки Серебрянских водохранилищ длина реки составляла 12 км. В современности река стала вдвое короче. Устье находилось на 41-м км правого берега реки Воронья.
Имеет правый безымянный приток из озера Соркъявр.

## Данные водного реестра
По данным государственного водного реестра России относится к Баренцево-Беломорскому бассейновому округу, водохозяйственный участок реки — Воронья от гидроузла Серебрянское 1 и до устья. Речной бассейн реки — бассейны рек Кольского полуострова, впадает в Баренцево море.
Код объекта в государственном водном реестре — 02010000812101000003867.